# Burlington (Illinois)
Burlington é uma vila localizada no estado americano de Illinois, no Condado de Kane.

## Demografia
Segundo o censo americano de 2000, a sua população era de 452 habitantes. 
Em 2006, foi estimada uma população de 486, um aumento de 34 (7.5%).

## Geografia
De acordo com o United States Census Bureau tem uma área de 
0,9 km², dos quais 0,9 km² cobertos por terra e 0,0 km² cobertos por água.

## Localidades na vizinhança
O diagrama seguinte representa as localidades num raio de 16 km ao redor de Burlington. 